# Marsheaux
Le Marsheaux sono un duo synthpop femminile greco, formato da Marianthi Melitsi e Sophie Sarigiannidou (originarie di Salonicco), il cui stile si rifà alla musica elettronica dei primi anni ottanta. Il nome Marsheaux deriva dalle prime sillabe dei nomi delle due componenti.

## Storia del gruppo
Nel 2003 Marianthi e Sophie decidono di formare il gruppo, animate dalla voglia di far rivivere il sound dei sintetizzatori analogici e delle drum machine degli anni ottanta. Il loro singolo di debutto, una cover di Popcorn di Gershon Kingsley rivisitata in una chiave più dark, ottiene numerosi passaggi radiofonici in Grecia e nell'Europa continentale.
Nel 2004 le Marsheaux firmano un contratto con l'etichetta Undo Records e pubblicano il loro primo album di studio, E-bay Queen, caratterizzato da influenze di gruppi storici come The Human League, Orchestral Manoeuvres in the Dark e Depeche Mode. Un elemento chiave per la promozione del disco risultò il fatto che tutte le parti vocali fossero esclusivamente in inglese, che permise all'etichetta di proporlo anche sul mercato britannico e statunitense. E-bay Queen è stato accolto positivamente dalla critica internazionale.
Nel dicembre del 2006, sempre sotto l'egida della Undo Records, pubblicano il loro secondo album Peek a boo, distribuito a livello mondiale, ma principalmente in Grecia, Regno Unito e USA.
Oltre alle loro produzioni originali, le Marsheaux si specializzano nel remix di brani di altri artisti, come ad esempio Moby, grazie anche alla loro capacità di multistrumentiste.
Nel gennaio del 2015 pubblicano A Broken Frame, album cover dell'omonimo lavoro dei Depeche Mode.

## Formazione
- Marianthi: voce, sintetizzatore (Microkorg, Minimoog, Roland SH101, Yamaha CS01).
- Sophie: voce, sintetizzatore (MicroKorg, Korg MS-10, Roland aJuno2, Akai Ax80 Roland CR78).

Entrambe inoltre sono regolarmente guest DJ nei club di Atene.

## Discografia

### Album in studio
- 2004 – E-bay Queen
- 2006 – Peek a Boo
- 2009 – Lumineux Noir
- 2013 – Inhale
- 2015 – A Broken Frame

### Singoli
- 2003 – Popcorn

### Altre produzioni
- 2007 – Cover di Empire State Human, pubblicata nel marzo 2007 come download gratuito per il 30º anniversario dei The Human League.
- 2007 – Remix della canzone A Dark City's Night tratto dall'album Framed Lives dei Portash.
- 2011 – Remix non ufficiale di N'aie Plus D'amertume, tratto dall'album Bleu noir di Mylène Farmer.[2]